# 3345 Tarkovskij
3345 Tarkovskij eller 1982 YC1 är en asteroid i huvudbältet som upptäcktes den 23 december 1982 av den rysk-sovjetiska astronomen Ljudmila Karatjkina vid Krims astrofysiska observatorium på Krim. Den har fått sitt namn efter den sovjetiske författaren och regissören Andrej Tarkovskij.
Asteroiden har en diameter på ungefär 20 kilometer.